# Бодетт (город, Миннесота)
Бодетт (англ. Baudette) — город в округе Лейк-оф-те-Вудс, штат Миннесота, США. На площади 9,6 км² (8,6 км² — суша, 1,1 км² — вода), согласно переписи 2002 года, проживают 1104 человека. Плотность населения составляет 129 чел./км².
- Телефонный код города — 218.
- Почтовый индекс — 56623.
- FIPS-код города — 27-04024[2].
- GNIS-идентификатор — 0639732[3].